# Selçuk İnan
Selçuk İnan (İskenderun, 10 de febrer de 1985) és un futbolista turc. Juga com a migcampista organitzador en el Galatasaray SK i és internacional amb la selecció de futbol de Turquia.

## Trajectòria

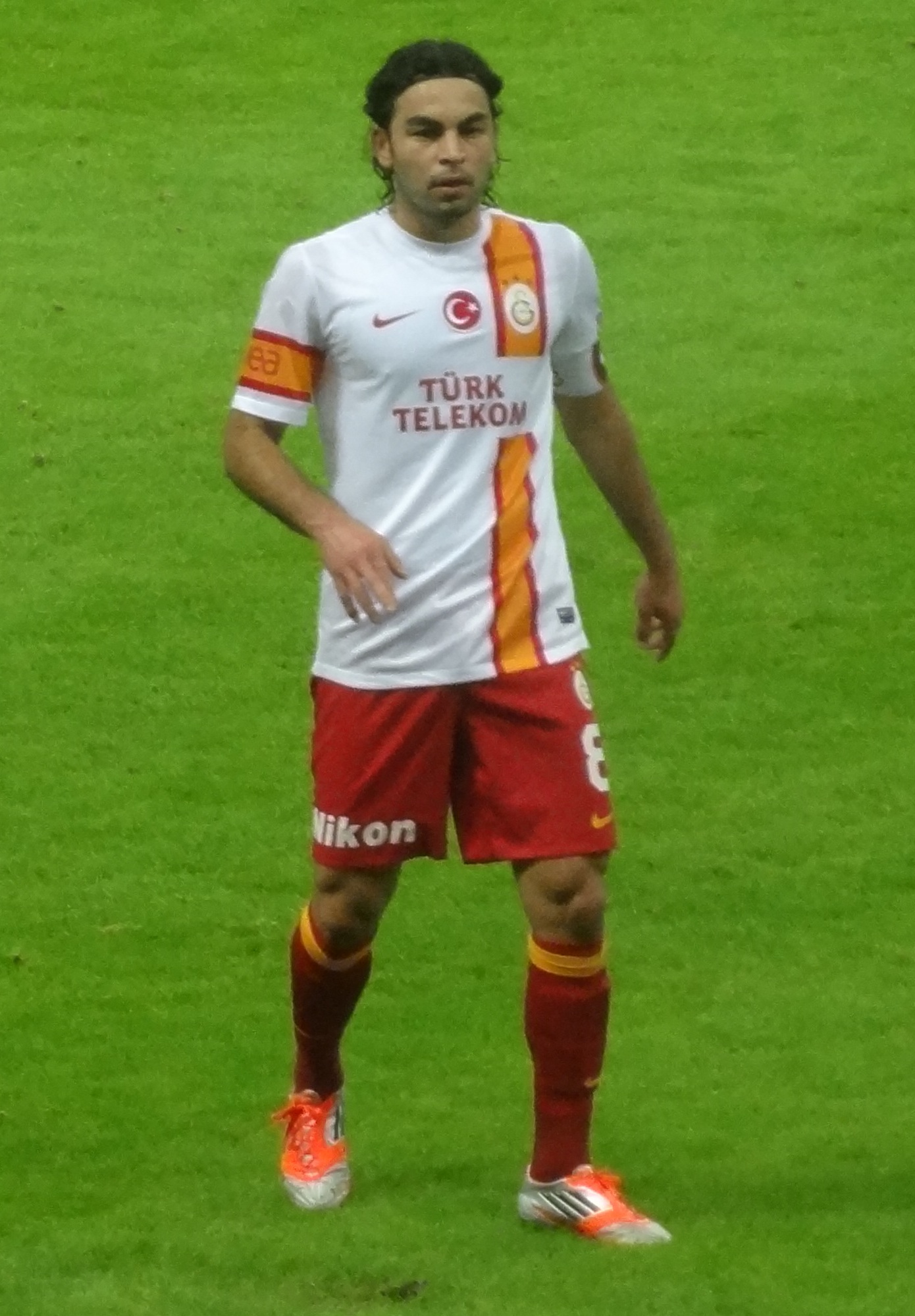
Selçuk İnan a Galatasaray.

İnan va començar a jugar al futbol a la seva ciutat i amb 14 anys va ingressar en el Karaağaçspor. Aquí va cridar l'atenció dels observadors d'un club professional, el Çanakkale Dardanelspor de la segona divisió, que el va reclutar al 2000 per a les categories inferiors. Des del seu debut amb el primer equip el 2002, va disputar un total de 76 partits (6 gols) al llarg de tres temporades i mitja. El gener de 2006 va ser traspassat al Vestel Manisaspor, en el qual també va consolidar la titularitat amb 75 trobades i 11 gols. A més, el 2007 va debutar en partit oficial amb la selecció turca.
La temporada 2008/09 el Trabzonspor de la Superliga va pagar més de 3 milions d'euros per ell. Aquest fitxatge va ser una petició expressa del tècnic Ersun Yanal, amb qui havia coincidit en el Manisaspor. En el seu any de debut va disputar 32 partits, amb 3 gols i 10 assistències, i va mantenir nombres similars en les dues següents campanyes, associant-se amb els davanters Burak Yılmaz i Umut Bulut. La seva etapa en Trebisonda va coincidir amb una de les més reeixides de l'entitat, doncs van aconseguir la Copa turca de 2010 i un subcampionat en 2010-11, empatat a punts amb el Fenerbahçe. En total havia participat en 113 trobades oficials (7 gols i 34 assistències) al llarg de tres temporades.
En l'estiu de 2011, İnan va ser contractat pel Galatasaray per cinc temporades. En la campanya 2011/12 va formar part del migcampista titular juntament amb Felipe Melo, destacant-se com el màxim golejador de l'equip; els seus 13 gols i 16 assistències en 39 partits van ser vitals per conquistar el campionat de lliga. L'any següent van revalidar el títol amb un equip al que van arribar els seus companys Yılmaz i Bulut.
Des de la temporada 2013-14 ha assumit la capitania del Galatasaray. Des de la seva posició de migcampista organitzador ha destacat per ser l'eix del planter istanbulès gràcies a la seva visió de joc, el copejo a pilota parada i la capacitat per donar la millor passada als seus companys. Aquest estil ha fet que els afeccionats del Galatasaray li comparin amb l'espanyol Xavi Hernández, sobrenomenant-li «Xelçuk». L'any 2014/15, a les ordres de Hamza Hamzaoğlu, el seu equip va aconseguir un històric triplet de lliga, copa i supercopa.

## Internacional
Selçuk İnan és internacional amb la selecció de futbol de Turquia i ha format part de tots els equips nacionals des de la sub-16. Igual que en el Galatasaray, exerceix el rol de migcampista organitzador.
El seu debut oficial va arribar el 13 d'octubre de 2007 contra Moldàvia a Chisináu, resolt amb empat (1-1). Encara que va formar part de classificació turca per la Eurocopa 2008, el seleccionador Fatih Terim va preferir no convocar-ho perquè tenia dos partits de sanció que es complien en la fase de grups. İnan va disputar tots els partits de la fase classificatòria de la Eurocopa 2012 i part dels del Mundial 2014, en tots dos casos sense obtenir el bitllet per a la fase final. El 24 de maig de 2012 va marcar el seu primer gol internacional, en un amistós contra Geòrgia.
Durant un temps, va perdre la titularitat en el seleccionat per la seva mala relació amb l'entrenador Abdullah Avci, qui es va mantenir ferm malgrat les crítiques dels afeccionats del Galatasaray. Avci va ser destituït en 2013 al no aconseguir la classificació per a Brasil 2014 i reemplaçat per Fatih Terim.
El 13 d'octubre de 2015, en el partit final de la Classificació per l'Eurocopa 2016, İnan va marcar de tir lliure davant Islàndia el gol decisiu que va classificar a Turquia per l'Eurocopa 2016, victòria 1-0 de local.

## Clubs
| Club                   | País    | Any         |
| ---------------------- | ------- | ----------- |
| Çanakkale Dardanelspor | Turquia | 2002 - 2005 |
| Vestel Manisaspor      | Turquia | 2006 - 2008 |
| Trabzonspor            | Turquia | 2008 - 2011 |
| Galatasaray SK         | Turquia | 2011 - Act. |

## Palmarès

### Campionats nacionals
| Títol           | Club           | País    | Any     |
| --------------- | -------------- | ------- | ------- |
| Copa turca (1a) | Trabzonspor    | Turquia | 2009/10 |
| Supercopa (1a)  | Trabzonspor    | Turquia | 2010    |
| Superliga (1a)  | Galatasaray SK | Turquia | 2011/12 |
| Supercopa (2a)  | Galatasaray SK | Turquia | 2012    |
| Superliga (2a)  | Galatasaray SK | Turquia | 2012/13 |
| Supercopa (3a)  | Galatasaray SK | Turquia | 2013    |
| Copa turca (2a) | Galatasaray SK | Turquia | 2013/14 |
| Superliga (3a)  | Galatasaray SK | Turquia | 2014/15 |
| Copa turca (3a) | Galatasaray SK | Turquia | 2014/15 |
| Supercopa (4a)  | Galatasaray SK | Turquia | 2015    |

### Distincions individuals
| Distinció                                                  | Any     |
| ---------------------------------------------------------- | ------- |
| Millor migcampista de la Superliga de Turquia              | 2011/12 |
| Millor jugador de la Superlliga de Turquia segons Uefa.com | 2011/12 |